# La Gazette de la Manche
La Gazette de la Manche est un hebdomadaire départemental français dont le siège est à Saint-Hilaire-du-Harcouët (Manche). Il rayonne essentiellement sur le Sud de la Manche (Avranchin), ainsi que dans le Nord de l'Ille-et-Vilaine et le Nord de la Mayenne.

## Histoire
La Gazette de la Manche, d’Ille-et-Vilaine et Mayenne est fondée le 1er novembre 1947 par Michel Cochois, à la suite du Glaneur de la Manche dirigé par son père et interdit à la libération .
Le premier numéro est tiré à 2 000 exemplaires . Un an plus tard, il diffuse à 5 000 exemplaires. En 1954, il est composé de 8 pages, publiées à 10 000 exemplaires. Il passe à l'offset en 1972 avec trois éditions de 14 pages, ce qui lui permet d'atteindre 21 000 exemplaires en 1978.
En 1976, Michel Cochois ouvre à Saint-Hilaire-du-Harcouët une rédaction composée de journalistes professionnels, ainsi qu'un bureau à Avranches .
Le titre se lance en 1984 dans l'aventure des radios privées permise par la libéralisation des ondes voulue par François Mitterrand, en reprenant une radio locale, « Sélune, c'est positif », qui intègre parmi les premières la fédération Europe 2 en 1986 .
À la demande de la famille fondatrice, Ouest-France entre en 1992 dans le capital du journal, qui rejoint le groupe Publihebdos l'année suivante, tout en gardant une rédaction et une logistique indépendante .
À la fin de la décennie 90, le journal présente 64 pages intégrant la couleur, et emploie 37 personnes (imprimerie commerciale incluse) dont 7 journalistes .
Malgré un lent effritement des ventes et une forte concurrence, La Gazette de la Manche est en 1998 le cinquième hebdomadaire bas-normand le plus diffusé, et le plus lu de Basse-Normandie grâce à un taux moyen de 58 % de pénétration sur sa zone principale de diffusion, taux qui atteint 110 % sur Saint-Hilaire-du-Harcouët, du fait de la forte importante du marché local hebdomadaire .
Dans les années 2000, sa diffusion continue à baisser et passe sous la barre des 10 000 exemplaires en 2009.

## Diffusion
Les chiffres de la diffusion totale du quotidien sont les suivants, d'après l'OJD :
| Date             | 2003   | 2004   | 2005   | 2006   | 2007   | 2008   | 2009  | 2010  | 2013  | 2014  | 2015  | 2016  |
| ---------------- | ------ | ------ | ------ | ------ | ------ | ------ | ----- | ----- | ----- | ----- | ----- | ----- |
| Diffusion totale | 11 467 | 10 681 | 10 939 | 10 513 | 10 285 | 10 204 | 9 755 | 9 206 | 9 050 | 9 127 | 9 015 | 8 741 |